# Agathomyia
Agathomyia is een geslacht van insecten uit de familie van de breedvoetvliegen (Platypezidae), die tot de orde tweevleugeligen (Diptera) behoort.

## Soorten
- A. aestiva Kessel, 1949
- A. alaskensis Kessel, 1961
- A. alneti Ståhls & Rättel, 2014
- A. antennata (Zetterstedt, 1819)
- A. aquilonia Kessel, 1961
- A. arossi Kessel, 1961
- A. aurantiaca (Bezzi, 1893)
- A. brooksi Johnson, 1923
- A. canadensis Johnson, 1923
- A. cinerea (Zetterstedt, 1852)
- A. colei Kessel, 1961
- A. collini Verrall, 1901
- A. cushmani Johnson, 1916
- A. decolor Kessel, 1961
- A. divergens (Loew, 1866)
- A. dubia Johnson, 1916
- A. elegantula (Fallen, 1815)
- A. falleni (Zetterstedt, 1819)
- A. fenderi Kessel, 1949
- A. fulva (Johnson, 1908)
- A. laffooni Kessel, 1961
- A. leechi Kessel, 1961
- A. lucifuga Kessel, 1961
- A. lundbecki Chandler in Shatalkin, 1985
- A. lutea Cole, 1919
- A. macneilli Kessel, 1961
- A. monticola Johnson, 1923
- A. nemophila Kessel, 1961
- A. obscura Johnson, 1916
- A. perplexa Johnson, 1916
- A. pulchella (Johnson, 1908)
- A. setipes Oldenberg, 1916
- A. sexmaculata (von Roser, 1840)
- A. stonei Kessel, 1961
- A. sylvania Kessel, 1961
- A. talpula (Loew, 1869)
- A. unicolor Oldenberg, 1928
- A. vanduzeei Johnson, 1916
- A. vernalis Shatalkin, 1981
- A. viduella (Zetterstedt, 1838)
- A. wankowiczii

Tepelgalvlieg (Schnabl, 1884)
- A. woodella Chandler in Shatalkin, 1985
- A. zetterstedti (Wahlberg in Zetterstedt, 1844)